# Королівська селищна рада
Королівська се́лищна ра́да — адміністративно-територіальна одиниця та орган місцевого самоврядування в Виноградівському районі Закарпатської області. Адміністративний центр — селище міського типу Королево.

## Загальні відомості
- Територія ради: 9,06 км²
- Населення ради: 8 993 особи (станом на 1 січня 2011 року)

## Населені пункти
Селищній раді підпорядковані населені пункти:
- смт Королево

## Склад ради
Рада складається з 30 депутатів та голови.
- Голова ради: Іваніга Павло Петрович
- Секретар ради: Кльофа Еріка Елемирівна

### Керівний склад попередніх скликань
| Прізвище, ім'я, по батькові | Основні відомості                                                | Дата обрання | Дата звільнення |
| --------------------------- | ---------------------------------------------------------------- | ------------ | --------------- |
| Ковач Михайло Іванович      | Селищний голова, 1954 року народження, безпартійний              | 26.03.2006   | 31.10.2010      |
| Іваніга Павло Петрович      | Селищний голова, 1956 року народження, освіта вища, безпартійний | 31.10.2010   |                 |

Примітка: таблиця складена за даними сайту Верховної Ради України

### Депутати
За результатами місцевих виборів 2010 року депутатами ради стали:

#### За суб'єктами висування
| Суб'єкт висування    | Кількість обраних депутатів | %    |
| -------------------- | --------------------------- | ---- |
| Партія регіонів      | 14                          | 46,7 |
| Самовисування        | 12                          | 40   |
| Партія «Відродження» | 4                           | 13,3 |

#### За округами
| № округу             | Прізвище, ім'я, по батькові          | Дата визнання обраним | Освіта             | Партійна приналежність    | Відомості про обраного депутата                                    |
| -------------------- | ------------------------------------ | --------------------- | ------------------ | ------------------------- | ------------------------------------------------------------------ |
| Партія «ВІДРОДЖЕННЯ» |                                      |                       |                    |                           |                                                                    |
| 3                    | Лигирда Віктор Іванович              | 04.11.2010            | вища               | член Партії «ВІДРОДЖЕННЯ» | ВЛСТ смт. Королево, головний лікар                                 |
| 10                   | Продан Василь Васильович             | 04.11.2010            | середня спеціальна | член Партії «ВІДРОДЖЕННЯ» | военізована охорона, начальник групи                               |
| 18                   | Кудра Сергій Федорович               | 04.11.2010            | середня спеціальна | член Партії «ВІДРОДЖЕННЯ» | дистанція сигналізації і зв'язку, старший електромеханік           |
| 28                   | Козак Іван Іванович                  | 04.11.2010            | середня            | член Партії «ВІДРОДЖЕННЯ» | УБУ, водій                                                         |
| Партія регіонів      |                                      |                       |                    |                           |                                                                    |
| 1                    | Задорожний Тарас Богданович          | 04.11.2010            | вища               | позапартійний             | «Райффайзен Банк Аваль», начальник відділення банку                |
| 2                    | Ботош Оксана Йосипівна               | 04.11.2010            | вища               | позапартійна              | дошкільний навчальний заклад № 3, завідувачка                      |
| 5                    | Чейпеш Павло Антонович               | 04.11.2010            | вища               | позапартійний             | амбулаторія с. Сокирниця, лікар-стоматолог                         |
| 6                    | Пінте Йосип Ласлович                 | 04.11.2010            | середня            | позапартійний             | приватний підприємець                                              |
| 8                    | Чутора Василь Васильович             | 04.11.2010            | вища               | позапартійний             | Королівська селищна рада, землевпорядник                           |
| 11                   | Гріга Юрій Михайлович                | 04.11.2010            | вища               | позапартійний             | пенсіонер                                                          |
| 13                   | Світлик Валерія Ференцівна           | 04.11.2010            | середня спеціальна | член Партії регіонів      | Королівська селищна лікарня, медична сестра                        |
| 14                   | Деяк Володимир Олександрович         | 04.11.2010            | середня спеціальна | позапартійний             | приватний підприємець                                              |
| 15                   | Сірко Андрій Степанович              | 04.11.2010            | вища               | позапартійний             | УДВ, майстер дільниці                                              |
| 16                   | Вацко Василь Федорович               | 04.11.2010            | середня спеціальна | член Партії регіонів      | тимчасово не працює                                                |
| 24                   | Вамош Михайло Петрович               | 04.11.2010            | середня спеціальна | позапартійний             | Ужгородська дирекція залізничних перевезень, ревізор               |
| 26                   | Батин Іван Іванович                  | 04.11.2010            | середня            | позапартійний             | пожежна частина МТК Королево, водій                                |
| 29                   | Попович Віктор Іванович              | 04.11.2010            | середня спеціальна | позапартійний             | ВАТ"Тиса", заступник директора                                     |
| 30                   | Козмович Ірина Василівна             | 04.11.2010            | середня спеціальна | член Партії регіонів      | Королівська селищна лікарня, медична сестра                        |
| Самовисування        |                                      |                       |                    |                           |                                                                    |
| 4                    | Ісайович Віра Василівна              | 04.11.2010            | середня спеціальна | позапартійна              | приватний підприємець                                              |
| 7                    | Міговк Ольга Василівна               | 04.11.2010            | середня спеціальна | позапартійна              | амбулаторія загальної практики — сімейної медицини, медична сестра |
| 9                    | Токач Віра Іванівна                  | 04.11.2010            | вища               | позапартійна              | Королівська загальноосвітня школа № 1, вчитель                     |
| 12                   | Поладі Михайло Михайлович            | 04.11.2010            | вища               | позапартійний             | тимчасово не працює                                                |
| 17                   | Ковалевський Олександр Володимирович | 04.11.2010            | вища               | позапартійний             | приватний підприємець                                              |
| 19                   | Човбан Магдалина Іванівна            | 04.11.2010            | середня спеціальна | позапартійна              | пенсіонер                                                          |
| 20                   | Чукран Надія Павлівна                | 04.11.2010            | середня спеціальна | позапартійна              | тимчасово не працює                                                |
| 21                   | Шомовк Адальберт Іванович            | 04.11.2010            | середня            | позапартійний             | проватний підприємець                                              |
| 22                   | Кльофа Еріка Елемирівна              | 04.11.2010            | вища               | позапартійна              | Королівська селищна рада, секретар                                 |
| 23                   | Оріхан Михайло Михайлович            | 04.11.2010            | середня спеціальна | позапартійний             | депо смт Королево, слюсар                                          |
| 25                   | Стрижак Олександр Олександрович      | 10.01.2011            | вища               | позапартійний             | Виноградівський батальйон «Тиса», сапер                            |
| 27                   | Кузьма Вікторія Володимирівна        | 04.11.2010            | вища               | позапартійна              | Королівська селищна рада, головний бухгалтер                       |